# Чемпионат России по хоккею с шайбой 2005/2006
Чемпионат России по хоккею с шайбой 2005/2006 стартовал 7 сентября 2005 года для Суперлиги.

## Межсезонье
В межсезонье лигу сотрясал ряд трансферных скандалов. Причём в четырёх из шести самых громких скандалов одним из фигурантов являлось московское «Динамо». Во всех четырёх случаях Арбитражный комитет ПХЛ встал на сторону динамовцев.
«Дело Фёдора Фёдорова»: В предыдущем сезоне Фёдор Фёдоров выступал за московский «Спартак». Перед наступлением последнего трансферного окна Фёдор на правах аренды перешёл в магнитогорский «Металлург». Условием перехода руководство «Спартака» сделало подписание Фёдоровым контракта на следующий сезон. Контракт вроде бы был подписан и Фёдор закончил сезон в «Металлурге». Однако, по окончании сезона выяснилось, что контракт подписал не сам игрок и не его агент, а отец Фёдора Фёдорова — Виктор Фёдоров, который по регламенту делать этого не имеет права. Арбитражный комитет ПХЛ признал контракт недействительными.
«Дело Овечкина»: московский динамовец Александр Овечкин (1-й номер драфта НХЛ 2004 года и чемпион России сезона 2004/2005) по окончании сезона выразил желание продолжить карьеру в омском «Авангарде» и подписал с этим клубом контракт. Однако, «Динамо», как владелец прав на хоккеиста в предыдущем сезоне, воспользовалось возможностью подтверждения условий контракта «Авангарда». «Авангард» подал апелляцию в арбитражный комитет ПХЛ, настаивая на том, что «Динамо» не выполнило условий по предыдущему контракту. Арбитражный комитет этих претензий не признал. В итоге Овечкин уехал за океан в команду НХЛ «Вашингтон Кэпиталз».
«Дело Куляша»: Денис Куляш (воспитанник омского хоккея и игрок сборной России), права на которого принадлежали ЦСКА, изъявил желание перейти в московское «Динамо». ЦСКА был против этого. Однако арбитражный комитет переход разрешил с условием, что две команды договорятся между собой о компенсации. Переговоры между командами длились долго, арбитражный комитет дважды переносил решение на две недели, давая сторонам всё-таки договориться, в то время как Куляш выступал в чемпионате за «Динамо». В результате ЦСКА получил в качестве компенсации двух игроков «Динамо», однако руководство армейского клуба считало эту компенсацию недостаточной и выражало недовольство.
«Дело Назарова»: Владимир Назаров был выбран на драфте НХЛ под общим номером 120 командой «Эдмонтон Ойлерз» и покинул «Химик», будучи военнообязанным. Дело хоккеиста немедленно было направлено в арбитражный комитет, срочно от лица РХЛ в Эдмонтон выслано письмо о том, что Назаров незаконно покинул клуб. По общим вопросом и долгим судебным тяжбам в арбитраже, на хоккеиста наложены штрафные санкции, агент хоккеиста Шуми Бабаев сообщил о переходе хоккеиста в ЦСКА, клубу «Эдмонтон Ойлерз» полностью возмещён контракт Назарова.
«Дело Грабовского»: Игрок нижнекамского «Нефтехимика» и сборной Беларуси Михаил Грабовский обвинялся руководством казанского «Ак Барса» в том, что он одновременно подписал два контракта — с «Ак Барсом» и московским «Динамо». Игроку за подписание двух контрактов грозила двухлетняя дисквалификация. Однако, арбитражный комитет признал контракт, подписанный с «Ак Барсом» недействительным (с не до конца ясной формулировкой) и разрешил Грабовскому играть за «Динамо». Руководство казанского клуба подавало апелляцию в Высший спортивный суд России, но и там не нашло поддержки.
«Дело Дацюка»: Чемпион России 2004/2005 в составе «Динамо» Павел Дацюк также как и Александр Овечкин перед самым началом сезона изъявил желание играть в омском «Авангарде» и подписал с ним контракт. Однако, «Динамо» вновь воспользовалось правом подтверждения условий контракта. «Авангард» не смирился и подал протест в арбитражный комитет. После долгих разбирательств Павел, не желая по его словам быть предметом такого рода споров, уехал в клуб НХЛ «Детройт Ред Уингз». В итоге разбирательство закончилось признанием прав на игрока за омским «Авангардом».

## События сезона

### Сокращение финансирования тольяттинской «Лады»
В конце первой декады октября на заседании совета директоров АО «АвтоВАЗ» было принято решение о резком сокращении финансирования хоккейной команды «Лада», а также ряда других спортивных проектов в Тольятти. В частности приостановлено строительство нового ледового дворца, который должен был соответствовать регламенту, вводимому с 2007 года.
Однако, несмотря на это «Лада» даже выступая ослабленным, молодёжным составом (команда вынуждена была расстаться более чем с 15 игроками основного состава) стала первой из российских команд, которая смогла завоевать Континентальный кубок.

### Евро-азиатская хоккейная лига
Инициативная группа во главе с В. А. Фетисовым выступила с предложением о создании так называемой Евро-азиатской хоккейной лиги (ЕАХЛ). По мнению команды Фетисова необходимо создать лигу в которой бы участвовали команды России, Украины, Беларуси, Казахстана, Латвии и возможно в дальнейшем команды других стран, в частности высказывалось желание привлечь в лигу команды Китая.
На первоначальном этапе в сезоне 2006/2007 планировалось пригласить в лигу 8-9 команд из Суперлиги Чемпионата России по хоккею, одну команду Латвии, одну-две команды из Беларуси, Украины и Казахстана. В дальнейшем было возможным увеличение числа команд.
Идея создания лиги вызвала среди болельщиков и специалистов массу споров. Мнения разделились полярно — от резкого неприятия до бурной поддержки. Сторонники лиги говорили о необходимости революционных перемен в российском хоккее. Противники напротив высказывались за то, чтобы осуществлять перемены не революционным, а эволюционным путём и высказывались за реформирование структуры Профессиональной хоккейной лиги.
В итоге угроза создания ЕАХЛ сподвигла руководство ПХЛ на перемены в своей структуре и организации, в частности решено было акционировать ПХЛ. Однако, в связи с изменениями в руководстве ФХР (на смену В. Я. Стеблину на пост президента ФХР пришёл Владислав Третьяк) у ПХЛ были отозваны полномочия по проведению Чемпионата России (см. статью о сезоне 2006/2007). Идея ЕАХЛ позже воплотилась в создании Континентальной хоккейной лиги в 2008 году.

## Суперлига

### Регламент
В высшем дивизионе принимают участие 18 команд — на 2 больше чем в сезоне 2004/2005. К лиге присоединились ХК МВД и ХК Витязь.
Команда ХК «Химик» МО в связи с открытием более вместительной по сравнению с воскресенским ледовым дворцом «Подмосковье» Арены «Мытищи» переезжает в Мытищи, а команда Высшей лиги «Кристалл» Электросталь в Воскресенск (по финансовым причинам). В связи с этим воскресенская команда будет выступать в Высшей лиге, а мытищинская в Суперлиге. Из-за того, что ледовый дворец в Мытищах не готов к началу сезона, первые матчи «Химик» проводит в Воскресенске.
Сезон разделен на 3 этапа: 1-й и 2-й приходятся на регулярный чемпионат, 3-й — плей-офф. На 1-м этапе команды играют два круга по два матча с каждой командой (один матч дома и один в гостях), то есть всего 34 матча. На 2-м этапе команды играют дополнительный круг по ещё одному матчу с каждой командой — 17 матчей (всего 51 матч). С какой командой играть дома, а с какой в гостях на 2-м этапе решает «цифровой календарь», в котором каждый тур 2-го этапа описан в зависимости от занятого места на 1-м этапе. Так как на 2-м этапе количество игр нечётное, то команда, занявшая по результатам 1-го этапа место с 1-го по 9-е, имеет на одну домашнюю игру больше. Такая система придумана для того, чтобы в регулярном сезоне в чемпионате было приёмлемое (порядка пятидесяти) количество матчей.
На двух первых этапах команды за победу основное время получают 3 очка, за победу в овертайме — 2 очка, за ничью или проигрыш в овертайме — 1 очко, и за проигрыш в основное время — 0 очков. Если основное время матча заканчивается вничью, то назначается дополнительный пятиминутный овертайм до первой заброшенной шайбы. В овертайме на площадке с каждой стороны играют 4 полевых игрока и 1 вратарь. Если основное время одна из команд завершилось с неоконченным штрафным временем, то это время переносится на овертайм.
При распределении мест в турнирной таблице преимущество имеет команда:
- набравшая больше очков
- набравшая больше очков в микротурнире с командами, имеющими такое же количество очков
- имеющая наилучшую разницу шайб в микротурнире
- имеющая лучшую разницу шайб в матчах со всеми командами
- имеющая больше побед в матчах со всеми командами
- забросившая наибольшее количество шайб в матчах со всеми командами

В плей-офф выходят первые 16 команд по результатам 1-го и 2-го этапов. На каждой стадии плей-офф играются серии до трёх побед. Соперники на каждом этапе подбираются так, чтобы сильнейшая команда по результатам регулярного сезона играла со слабейшей командой. Команда, занявшая более высокое место в регулярном сезоне, имеет преимущество в одну домашнюю игру. Если на этапе плей-офф игра заканчивается вничью, назначается пятиминутный овертайм. Овертайм играется по тем же правилам, что и в регулярном сезоне. В случае если овертайм также не выявит победителя назначается серия буллитов по 5 бросков и поле них до 1-й заброшенной шайбы.
Серия буллитов назначается во всех ничейных матчах плей-офф кроме одного — в последнем пятом матче финальной серии (если таковой понадобится). В этом матче овертайм будет продолжаться до тех пор, пока одна из команд не забьёт шайбу.
Победитель финала получает золотые медали и звание Чемпиона России. Финалист — серебряные медали и звание вице-чемпиона. Матч за 3-е место между неудачниками не играется. 3-е место и бронзовые медали получает проигравшая в полуфинале команда, занявшая более высокое место в регулярном чемпионате.

### Регулярный сезон

#### Итоговая таблица
| М  | Команда                  | И  | В  | ВО | Н  | ПО | П  | ЗШ  | ПШ  | ±Ш  | О   | %О    |
| -- | ------------------------ | -- | -- | -- | -- | -- | -- | --- | --- | --- | --- | ----- |
| 1  | «Металлург» Магнитогорск | 51 | 38 | 4  | 4  | 1  | 4  | 175 | 75  | 100 | 127 | 83.01 |
| 2  | «Ак Барс» Казань         | 51 | 25 | 5  | 9  | 4  | 8  | 150 | 109 | 41  | 98  | 64.05 |
| 3  | «Локомотив» Ярославль    | 51 | 28 | 0  | 10 | 2  | 11 | 168 | 104 | 64  | 96  | 62.75 |
| 4  | «Авангард» Омск          | 51 | 26 | 3  | 6  | 3  | 13 | 129 | 112 | 17  | 93  | 60.78 |
| 5  | ЦСКА Москва              | 51 | 25 | 0  | 8  | 1  | 17 | 153 | 128 | 25  | 84  | 54.9  |
| 6  | «Химик» МО               | 51 | 22 | 5  | 8  | 0  | 16 | 127 | 118 | 9   | 84  | 54.9  |
| 7  | «Салават Юлаев» Уфа      | 51 | 21 | 0  | 11 | 2  | 17 | 128 | 110 | 18  | 76  | 49.67 |
| 8  | «Динамо» Москва          | 51 | 20 | 3  | 4  | 6  | 18 | 131 | 122 | 9   | 76  | 49.67 |
| 9  | «Лада» Тольятти          | 51 | 20 | 4  | 7  | 0  | 20 | 90  | 95  | -5  | 75  | 49.02 |
| 10 | «Спартак» Москва         | 51 | 20 | 2  | 6  | 3  | 20 | 112 | 111 | 1   | 73  | 47.71 |
| 11 | «Нефтехимик» Нижнекамск  | 51 | 18 | 1  | 10 | 2  | 20 | 117 | 116 | 1   | 68  | 44.44 |
| 12 | «Северсталь» Череповец   | 51 | 16 | 2  | 10 | 4  | 19 | 103 | 114 | -11 | 66  | 43.14 |
| 13 | СКА Санкт-Петербург      | 51 | 19 | 2  | 3  | 1  | 26 | 109 | 134 | -25 | 65  | 42.48 |
| 14 | «Сибирь» Новосибирск     | 51 | 15 | 1  | 8  | 1  | 26 | 99  | 131 | -32 | 56  | 36.6  |
| 15 | ХК МВД Тверь             | 51 | 11 | 4  | 8  | 3  | 25 | 89  | 132 | -43 | 52  | 33.99 |
| 16 | «Металлург» Новокузнецк  | 51 | 12 | 1  | 7  | 1  | 30 | 118 | 153 | -35 | 46  | 30.07 |
| 17 | «Витязь» Чехов           | 51 | 11 | 1  | 6  | 1  | 32 | 89  | 149 | -60 | 42  | 27.45 |
| 18 | «Молот-Прикамье» Пермь   | 51 | 8  | 1  | 5  | 4  | 33 | 81  | 155 | -74 | 35  | 22.88 |

Примечание: М — место, И — количество игр, В — выигрыши в основное время, ВО — выигрыши в овертайме, Н — ничьи, ПО — проигрыши в овертайме, П — проигрыши в основное время, ЗШ — забито шайб, ПШ — пропущено шайб, ±Ш — разница шайб, О — очки, %О — процент от возможного количества набранных очков.

#### Лучшие бомбардиры
| Место | Игрок              | Команда                  | Количество игр | Очки (гол+пас) |
| ----- | ------------------ | ------------------------ | -------------- | -------------- |
| 1     | Мозякин Сергей     | ЦСКА Москва              | 51             | 52 (20+32)     |
| 2     | Морозов Алексей    | «Ак Барс» Казань         | 51             | 48 (23+25)     |
| 3     | Малкин Евгений     | «Металлург» Магнитогорск | 46             | 47 (21+26)     |
| 4     | Зиновьев Сергей    | «Ак Барс» Казань         | 43             | 41 (15+26)     |
| 5     | Сидякин Андрей     | «Салават Юлаев» Уфа      | 51             | 40 (18+22)     |
| 6     | Нуртдинов Руслан   | «Металлург» Магнитогорск | 45             | 40 (17+23)     |
| 7     | Бут Антон          | «Локомотив» Ярославль    | 49             | 39 (16+23)     |
| 8     | Зарипов Данис      | «Ак Барс» Казань         | 49             | 39 (14+25)     |
| 9     | Королюк Александр  | «Витязь» Чехов           | 45             | 38 (19+19)     |
| 10    | Калюжный Алексей   | «Авангард» Омск          | 50             | 38 (12+26)     |
| 11    | Белкин Олег        | «Лада» Тольятти          | 47             | 37 (12+25)     |
| 12    | Дмитрий Власенков  | «Локомотив» Ярославль    | 51             | 36 (18+18)     |
| 13    | Кудашов Алексей    | ЦСКА Москва              | 49             | 35 (5+30)      |
| 14    | Григоренко Игорь   | «Северсталь» Череповец   | 50             | 34 (13+21)     |
| 15    | Сушинский Максим   | «Динамо» Москва          | 39             | 34 (11+23)     |
| 16    | Дэвид Линг         | «Спартак» Москва         | 51             | 33 (15+18)     |
| 17    | Чистов Станислав   | «Металлург» Магнитогорск | 47             | 33 (11+22)     |
| 18    | Антипов Владимир   | «Локомотив» Ярославль    | 44             | 32 (14+18)     |
| 19    | Кайгородов Алексей | «Металлург» Магнитогорск | 50             | 32 (9+23)      |
| 20    | Лапин Евгений      | «Металлург» Новокузнецк  | 51             | 31 (12+19)     |

### Плей-офф

#### 1/8 финала
- «Металлург» Магнитогорск — «Металлург» Новокузнецк 3:0 (4:0, 3:2 бул, 3:2)
- «Ак Барс» Казань — «МВД» Тверь 3:1 (9:3, 4:3 бул, 2:3, 4:3 бул)
- «Локомотив» Ярославль — «Сибирь» Новосибирск 3:1 (3:2, 5:1, 1:3, 4:2)
- «Авангард» Омск — СКА Санкт-Петербург 3:0 (3:0, 5:1, 3:1)
- ЦСКА Москва — «Северсталь» Череповец 3:1 (0:5, 6:1, 1:0, 2:1)
- «Химик» Московская область — «Нефтехимик» Нижнекамск 3:2 (1:3, 4:2, 2:0, 2:3, 2:1)
- «Салават Юлаев» Уфа — «Спартак» Москва 3:0 (3:2 бул, 2:1, 5:4)
- «Динамо» Москва — «Лада» Тольятти 1:3 (0:3, 3:4 бул, 2:0, 2:3 бул)

#### 1/4 финала
- «Металлург» Магнитогорск — «Лада» Тольятти 3:1 (1:2, 7:0, 4:3, 2:1)
- «Ак Барс» Казань — «Салават Юлаев» Уфа 3:0 (4:2, 3:1, 3:1)
- «Локомотив» Ярославль — «Химик» Московская область 3:1 (4:2, 3:2 от, 1:5, 3:2 от)
- «Авангард» Омск — ЦСКА Москва 3:0 (3:0, 6:1, 3:2)

#### 1/2 финала
- «Металлург» Магнитогорск — «Авангард» Омск 1:3 (1:2 от, 4:3, 2:3 от, 2:3 от)
- «Ак Барс» Казань — «Локомотив» Ярославль 3:0 (5:1, 4:1, 5:2)

#### Финал
- «Ак Барс» Казань — «Авангард» Омск 3:0 (6:1, 2:0, 3:1)

#### Лучшие бомбардиры
| Место | Игрок              | Команда                  | Количество игр | Очки (гол+пас) |
| ----- | ------------------ | ------------------------ | -------------- | -------------- |
| 1     | Морозов Алексей    | «Ак Барс» Казань         | 13             | 26 (13+13)     |
| 2     | Зиновьев Сергей    | «Ак Барс» Казань         | 13             | 17 (9+8)       |
| 3     | Юшкевич Дмитрий    | «Металлург» Магнитогорск | 11             | 15 (5+10)      |
| 4     | Малкин Евгений     | «Металлург» Магнитогорск | 11             | 15 (5+10)      |
| 5     | Прошкин Виталий    | «Ак Барс» Казань         | 13             | 13 (3+10)      |
| 6     | Воробьёв Владимир  | «Ак Барс» Казань         | 13             | 12 (7+5)       |
| 7     | Жиру Раймон        | «Ак Барс» Казань         | 13             | 11 (3+8)       |
| 8     | Кольцов Кирилл     | «Авангард» Омск          | 13             | 9 (4+5)        |
| 9     | Калюжный Алексей   | «Авангард» Омск          | 13             | 9 (4+5)        |
| 10    | Чубаров Артём      | «Авангард» Омск          | 11             | 8 (5+3)        |
| 11    | Чистов Станислав   | «Металлург» Магнитогорск | 11             | 8 (4+4)        |
| 12    | Михнов Алексей     | «Локомотив» Ярославль    | 11             | 8 (4+4)        |
| 13    | Белкин Олег        | «Авангард» Омск          | 13             | 8 (2+6)        |
| 14    | Счастливый Пётр    | «Локомотив» Ярославль    | 11             | 7 (4+3)        |
| 15    | Зарипов Данис      | «Ак Барс» Казань         | 13             | 7 (3+4)        |
| 16    | Антипов Владимир   | «Локомотив» Ярославль    | 10             | 7 (2+5)        |
| 17    | Власенков Дмитрий  | «Локомотив» Ярославль    | 11             | 7 (2+5)        |
| 18    | Рябыкин Дмитрий    | «Авангард» Омск          | 13             | 7 (1+6)        |
| 19    | Свитов Александр   | «Авангард» Омск          | 13             | 6 (4+2)        |
| 20    | Степанов Александр | «Ак Барс» Казань         | 13             | 6 (4+2)        |

### Итоговое распределение мест
1. «Ак Барс» Казань
2. «Авангард» Омск
3. «Металлург» Магнитогорск
4. «Локомотив» Ярославль
5. ЦСКА Москва
6. «Химик» МО
7. «Салават Юлаев» Уфа
8. «Лада» Тольятти
9. «Динамо» Москва
10. «Спартак» Москва
11. «Нефтехимик» Нижнекамск
12. «Северсталь» Череповец
13. СКА Санкт-Петербург
14. «Сибирь» Новосибирск
15. ХК МВД Тверь
16. «Металлург» Новокузнецк
17. «Витязь» Чехов
18. «Молот-Прикамье» Пермь

### Личные и командные призы

#### Командные
- Приз имени Боброва — «Металлург» Магнитогорск, 208 голов.
- «Лучшему клубу ПХЛ» — «Металлург» Магнитогорск.

#### Личные
- «Золотая клюшка» — Алексей Морозов («Ак Барс»).
- «Золотой шлем» — вратарь — Фред Брэтуэйт («Ак Барс» Казань); защитники — Кирилл Кольцов («Авангард» Омск), Дмитрий Юшкевич («Металлург» Магнитогорск); нападающие — Евгений Малкин («Металлург» Магнитогорск), Алексей Морозов («Ак Барс» Казань), Сергей Мозякин (ЦСКА).
- «Самому результативному игроку» — Алексей Морозов («Ак Барс» Казань), 74 очка (36 гола + 38 передачи) в 64 играх.
- «Три бомбардира» — Алексей Морозов, Сергей Зиновьев, Данис Зарипов («Ак Барс» Казань), 48 шайб.
- «Самый результативный защитник» — Дмитрий Юшкевич («Металлург» Магнитогорск), 45 (13+32) в 60 играх.
- «Лучший снайпер» — Алексей Морозов («Ак Барс» Казань), 36 голов в 64 играх.
- «Мастер плей-офф» — Алексей Морозов («Ак Барс» Казань), 13 голов в 13 играх плей-офф.
- «Секунда» (самый быстрый гол) — Дмитрий Юшкевич («Металлург» Магнитогорск), гол на 7 секунде матча «Лада» Тольятти — «Металлург» Магнитогорск (3:4) 25 марта 2006 года.
- «Секунда» (самая поздняя по времени шайба) — Илья Горохов («Локомотив» Ярославль), гол на 69 минуте 23 секунде в матче «Химик» Мытищи — «Локомотив» Ярославль (2:3 от) 26 марта 2006 года.
- «Железный человек» — Виталий Атюшов («Металлург» Магнитогорск), 195 игр в трех предыдущих сезонах.
- «Лучший вратарь Чемпионата России» — Фред Брэтуэйт («Ак Барс» Казань).
- «Лучший новичок сезона» — Николай Кулёмин («Металлург» Магнитогорск).
- Лучшему играющему ветерану-наставнику — Андрей Потайчук («Химик» Мытищи).
- «Джентльмен на льду» — Руслан Нуртдинов («Металлург» Магнитогорск).
- «Лучшему тренеру» — Зинетула Билялетдинов («Ак Барс» Казань).
- «Золотой свисток» — Вячеслав Буланов, Москва
- Приз имени Валентина Лукича Сыча — Шафагат Тахаутдинов («Ак Барс» Казань).

## Высшая лига

### Регламент
Высшая лига чемпионата России по хоккею разделена на две зоны — «Восток» и «Запад». Команды разбиты на зоны по географическому принципу.
На первом этапе команды в каждой зоне играют четырёхкруговой турнир — с каждой командой 2 игры дома и 2 в гостях. Назначение очков, распределение мест, регламент овертаймой и тому подобное — аналогично высшему дивизиону.
В плей-офф выходят 8 лучших команд из каждой зоны. Так как команды «Казахмыс» и «Казцинк-Торпедо» представляют Казахстан и выступают в Высшей лиге вне конкурса, то их место на этапе плей-офф занимают идущие вслед за ними в турнирной таблице российские команды.

### «Запад»
| М  | Команда                   | И  | В  | ВО | Н  | ПО | П  | ЗШ  | ПШ  | ±Ш   | О   | %О    |
| -- | ------------------------- | -- | -- | -- | -- | -- | -- | --- | --- | ---- | --- | ----- |
| 1  | «Крылья Советов» Москва   | 56 | 37 | 3  | 3  | 0  | 13 | 198 | 118 | 80   | 120 | 71.43 |
| 2  | «Дизель» Пенза            | 56 | 36 | 1  | 4  | 2  | 13 | 173 | 103 | 70   | 116 | 69.05 |
| 3  | «Нефтяник» Альметьевск    | 56 | 34 | 2  | 4  | 1  | 15 | 177 | 110 | 67   | 111 | 66.07 |
| 4  | «Химик» Воскресенск       | 56 | 32 | 3  | 6  | 1  | 14 | 160 | 112 | 48   | 109 | 64.88 |
| 5  | «Торпедо» Нижний Новгород | 56 | 31 | 3  | 7  | 1  | 14 | 163 | 91  | 72   | 107 | 63.69 |
| 6  | ХК «Дмитров»              | 56 | 28 | 1  | 8  | 2  | 17 | 165 | 119 | 46   | 96  | 57.14 |
| 7  | ХК «Липецк»               | 56 | 25 | 0  | 8  | 3  | 20 | 126 | 117 | 9    | 86  | 51.19 |
| 8  | «Нефтяник» Лениногорск    | 56 | 23 | 2  | 5  | 0  | 26 | 140 | 145 | -5   | 78  | 46.43 |
| 9  | «Ижсталь» Ижевск          | 56 | 22 | 1  | 10 | 0  | 23 | 114 | 115 | -1   | 78  | 46.43 |
| 10 | «Кристалл» Саратов        | 56 | 21 | 1  | 7  | 2  | 25 | 116 | 139 | -23  | 74  | 44.05 |
| 11 | ХК «Белгород»             | 56 | 17 | 1  | 8  | 4  | 26 | 119 | 147 | -28  | 65  | 38.69 |
| 12 | «Капитан» Ступино         | 56 | 15 | 3  | 5  | 1  | 32 | 119 | 196 | -77  | 57  | 33.93 |
| 13 | ЦСК ВВС Самара            | 56 | 15 | 0  | 4  | 2  | 35 | 122 | 176 | -54  | 51  | 30.36 |
| 14 | «Спартак» Санкт-Петербург | 56 | 8  | 2  | 7  | 2  | 37 | 108 | 204 | -96  | 37  | 22.02 |
| 15 | «Олимпия» Кирово-Чепецк   | 56 | 6  | 1  | 6  | 3  | 40 | 76  | 184 | -108 | 29  | 17.26 |

Примечание: М — место, И — количество игр, В — выигрыши в основное время, ВО — выигрыши в овертайме, Н — ничьи, ПО — проигрыши в овертайме, П — проигрыши в основное время, ЗШ — забито шайб, ПШ — пропущено шайб, ±Ш — разница шайб, О — очки, %О — процент от возможного количества набранных очков.

### «Восток»
| М  | Команда                            | И  | В  | ВО | Н | ПО | П  | ЗШ  | ПШ  | ±Ш  | О   | %О    |
| -- | ---------------------------------- | -- | -- | -- | - | -- | -- | --- | --- | --- | --- | ----- |
| 1  | «Трактор» Челябинск                | 48 | 35 | 0  | 6 | 3  | 4  | 172 | 66  | 106 | 114 | 79.17 |
| 2  | «Амур» Хабаровск                   | 48 | 31 | 1  | 1 | 1  | 14 | 136 | 62  | 74  | 97  | 67.36 |
| 3  | «Казахмыс» Жезгазган-Караганда     | 48 | 25 | 4  | 7 | 0  | 12 | 139 | 114 | 25  | 90  | 62.5  |
| 4  | «Спутник» Нижний Тагил             | 48 | 27 | 0  | 4 | 0  | 17 | 142 | 96  | 46  | 85  | 59.03 |
| 5  | «Мечел» Челябинск                  | 48 | 26 | 1  | 1 | 1  | 19 | 143 | 113 | 30  | 82  | 56.94 |
| 6  | «Мотор» Барнаул                    | 48 | 18 | 6  | 8 | 0  | 16 | 128 | 131 | -3  | 74  | 51.39 |
| 7  | «Энергия» Кемерово                 | 48 | 18 | 3  | 7 | 2  | 18 | 123 | 118 | 5   | 69  | 47.92 |
| 8  | «Казцинк-Торпедо» Усть-Каменогорск | 48 | 18 | 3  | 4 | 2  | 21 | 134 | 148 | -14 | 66  | 45.83 |
| 9  | «Газовик» Тюмень                   | 48 | 16 | 1  | 5 | 1  | 25 | 100 | 147 | -47 | 56  | 38.89 |
| 10 | «Металлург» Серов                  | 48 | 15 | 2  | 3 | 2  | 26 | 115 | 145 | -30 | 54  | 37.5  |
| 11 | «Зауралье» Курган                  | 48 | 13 | 0  | 5 | 1  | 29 | 109 | 151 | -42 | 45  | 31.25 |
| 12 | «Южный Урал» Орск                  | 48 | 11 | 0  | 5 | 7  | 25 | 96  | 160 | -64 | 45  | 31.25 |
| 13 | «Динамо-Энергия» Екатеринбург      | 48 | 6  | 1  | 6 | 2  | 33 | 117 | 203 | -86 | 28  | 19.44 |

### Плей-офф

#### 1/8 финала
- «Крылья Советов» Москва — «Металлург» Серов 3:2 (2:4, 3:0, 4:2, 5:6, 3:1)
- «Дизель» Пенза — «Газовик» Тюмень 3:0 (5:1, 3:2, 4:2)
- «Нефтяник» Альметьевск — «Энергия» Кемерово 3:2 (2:1, 3:1, 1:2 бул, 1:2, 3:1)
- «Химик» Воскресенск — «Мотор» Барнаул 3:0 (3:1, 3:2, 6:5)
- «Мечел» Челябинск — «Торпедо» Нижний Новгород 1:3 (2:1, 0:2, 1:2, 1:4)
- «Спутник» Нижний Тагил — ХК «Дмитров» 3:1 (1:0, 2:3 от, 3:2 от, 5:2)
- «Амур» Хабаровск — ХК «Липецк» 3:0 (3:1, 3:0, 3:2 от)
- «Трактор» Челябинск — «Нефтяник» Лениногорск 3:0 (5:1, 4:3 от, 10:4)

#### 1/4 финала
- «Крылья Советов» Москва — «Торпедо» Нижний Новгород 3:1 (5:1, 3:2 от, 1:6, 2:1)
- «Амур» Хабаровск — «Нефтяник» Альметьевск 3:0 (4:1, 4:1, 4:0)
- «Трактор» Челябинск — «Химик» Воскресенск 3:0 (8:0, 2:1 от, 4:1)
- «Дизель» Пенза — «Спутник» Нижний Тагил 3:1 (3:2 бул, 4:1, 3:4 от, 2:1)

#### 1/2 финала
- «Крылья Советов» Москва — «Амур» Хабаровск 3:0 (2:1, 2:0, 2:1 от)
- «Трактор» Челябинск — «Дизель» Пенза 3:0 (2:1, 3:2, 4:2)

#### Матч за 3 м
- «Дизель» Пенза — «Амур» Хабаровск 0:2 (1:2, 1:4)

#### Финал
- «Крылья Советов» Москва — «Трактор» Челябинск 2:3 (2:1 бул, 2:1 бул, 0:3, 2:7, 0:7)